# Елохово (Москва)
Ело́хово — историческое название местности в северо-восточной части Москвы, примыкающее к Немецкой слободе. Находилась на территории современного Басманного района, в районе Елоховской площади, улиц Спартаковской и Старой Басманной.

## Общие сведения
Название местности происходит от села Елох, здесь находившегося. Считается, что название происходит от слова «елоха» — ольха, и ручья Ольховца, протекавшего мимо села. По преданию, в 1469 году в селе родился Василий Блаженный.
По наиболее распространённой версии, село Елох известно с 1389 года и первое упоминание о нем встречается в духовной грамоте Московского князя Димитрия Донского. Мимо села в XIV—XV веках проходила дорога из Москвы в Стромынь.
По другой версии, село не было известно и не упоминалось в письменных источниках до 1694 года. Согласно этой версии, село Елохово было частью села Рубцова-Покровского, а Богоявленский храм был одним 4 церквей этого села. В 1780-х годах, при постепенном расширении села Покровского от него отделилась Елоховская слобода, которая так же упоминалась как Богоявленская слобода в Елохове. 
Название Богоявленского храма в письменных источниках меняется в разные годы. Впервые он упоминается в указе Патриарха Адриана от 1694 году как церковь Богоявления Господня, что в селе Елохове. В 1712 году упоминается как церковь Богоявления и Благовещения Пресвятой Богородицы в Елоховой слободе, за Земляным городом. В 1717 году — дворцового села Покровского в Богоявленской слободе, что в Елохове, церковь каменная во имя Богоявления Господня. В 1729 году — Богоявления Господня, что в Елохове.
В состав Москвы Елохово вошло после строительства Камер-Коллежского вала.